# Big Canon Lake
Big Canon Lake är en sjö i Kanada.   Den ligger i Kenora District och provinsen Ontario, i den sydöstra delen av landet, 1 400 km väster om huvudstaden Ottawa. Big Canon Lake ligger 342 meter över havet.
Trakten runt Big Canon Lake är nära nog obefolkad, med mindre än två invånare per kvadratkilometer.